# Fordonek
Fordonek (niem. Deutsch Fordon) – część miasta Bydgoszcz. Położona jest na północny wschód od centrum miasta, nad Wisłą, w rejonie ulicy Fordońskiej.
Dawniej odrębna gmina jednostkowa, 1 kwietnia 1920 włączona do Bydgoszczy.